# Парчів
Парчів (або Парців, Парчев, пол. Parczew) — місто в східній Польщі. Адміністративний центр Парчівського повіту Люблінського воєводства.

## Історія міста

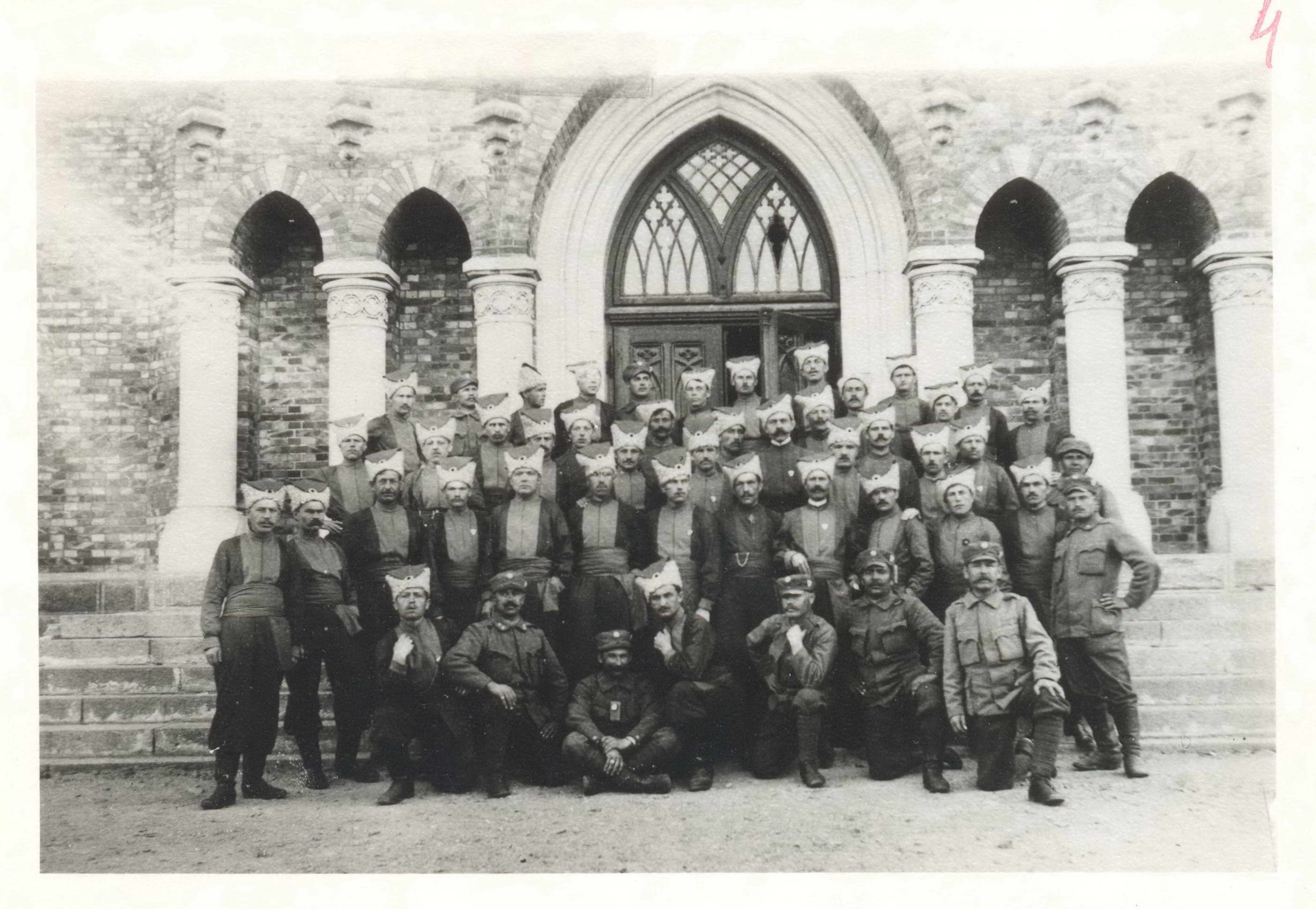
Чота 1-го Запорізького полку ім. Т. Шевченка в Парчеві. 1917 рік.

1531 року вперше згадується православна церква в Парчеві.
За даними етнографічної експедиції 1869—1870 років під керівництвом Павла Чубинського, у місті переважно проживали римо-католики, меншою мірою — греко-католики, які розмовляли українською мовою.
У травні 1917 року в Парчеві дислокувалися частини 1-го Запорожського полку ім. Т. Шевченка Армії УНР.
У 1917—1918 роках у місті діяла українська школа, заснована 26 листопада 1917 року, у якій навчалося 62 учні, учителі — З. Деревяненко, А. Лукащук.
1 квітня 1929 р. межі міста розширені за рахунок приєднання села Совине з ґміни Дубова-Колода, поселень Королівський Двір, Сідлики, Горішнє, Шитки і Коква з млинським селищем Коква з ґміни Тисьмениця, ґрунтів Заслав'я (частина ґрунтів села Вербівка) та колишнього фільварку Безлі з ґміни (волость) Мілянів У 1929 році польська влада в рамках великої акції Ревіндикації знищила місцеву православну церкву.

## Населення
Демографічна структура станом на 31 березня 2011 року:
|          | Загалом | Допрацездатний вік | Працездатний вік | Постпрацездатний вік |
| -------- | ------- | ------------------ | ---------------- | -------------------- |
| Чоловіки | 5279    | 1035               | 3708             | 536                  |
| Жінки    | 5701    | 1016               | 3461             | 1224                 |
| Разом    | 10980   | 2051               | 7169             | 1760                 |

## Відомі люди

### Парчівські старости
- Данилович Петро